# Маас, Луи
Луи Филипп Отто Маас (нем. Louis Philipp Otto Maas; 21 июня 1852, Висбаден — 18 сентября 1889, Бостон) — немецко-американский пианист и композитор.
Родился в семье музыканта. Вырос в Лондоне, где работал его отец, в 1867 году был отправлен для обучения в Лейпцигскую консерваторию, где учился у Карла Райнеке и Роберта Папперица. В Лейпциге же дебютировал как композитор, представив в 1872 году свою первую симфонию (и сам продирижировал при этом Оркестром Гевандхауса). В 1873—1874 гг. преподавал фортепиано в Берлине в Академии Куллака, затем после гастрольного турне по Германии в 1875—1880 гг. профессор фортепиано в Лейпцигской консерватории. В 1880 г. отправился в гастрольную поездку по США, которую прервала болезнь; после выздоровления решил не возвращаться в Европу и до конца жизни преподавал в Консерватории Новой Англии. В 1881—1882 гг. также выступал как дирижёр Бостонского филармонического оркестра, конкурировавшего с Бостонским симфоническим.
Написал Американскую симфонию «Среди прерий» (англ. On the Prairies, an American Symphony; 1883, не сохранилась), посвящённую президенту США Честеру Артуру и представлявшую собой развёрнутое звуковое описание природы США, организованное с использованием лейтмотивов и тематических трансформаций по образцу Иоахима Раффа (симфония № 3 «В лесу»); симфония встретила смешанные отзывы, однако Каликса Лавалле увидел в ней возможную перспективу для развития истинно американской музыки. Маасу принадлежат также симфонические увертюры, фортепианный концерт, струнный квартет, фортепианные и скрипичные сонаты, различные фортепианные пьесы.